# Claude Hoarau
Pour les articles homonymes, voir Hoarau.
Claude Hoarau, né le 28 avril 1942 au Tampon, est un homme politique français.
Membre du Parti communiste réunionnais (PCR), il est maire de Saint-Louis de 1983 à 1995 et de 2008 à 2014, ainsi que député de La Réunion de 1987 à 1988 puis de 1996 à 2002.

## Parcours politique
Maire de la commune de Saint-Louis de 1983 à 1995, Claude Hoarau est élu au conseil régional de La Réunion dès 1983. Il est conseiller général pour le canton de Saint-André-1 de 1992 à 1998.
Il est élu député dans la cinquième circonscription de La Réunion aux élections législatives de 1997 face à Jean-Paul Virapoullé, candidat sortant. Il siège alors au sein du groupe radical, citoyen et vert (RCV). En 2002, il est battu par le maire de Saint-Benoît élu en 2001, Bertho Audifax.
En 2004, il est battu aux élections cantonales partielles à Saint-Louis par le maire de droite Cyrille Hamilcaro.
La liste qu'il mène, « Vivre mieux à Saint-Louis », l'emporte face à celle du maire sortant Cyrille Hamilcaro au deuxième tour des élections municipales de 2008 à Saint-Louis en réunissant 50,7 % des voix. Le 9 octobre 2008, le tribunal administratif de Saint-Denis annule son élection. Le 5 août 2009, le Conseil d'État confirme l'annulation pour fraude. Il est réélu maire de Saint-Louis le 4 octobre 2009 avec 51,1 % des suffrages face à Cyrille Hamilcaro.
Le 13 octobre 2011, Claude Hoarau est condamné par tribunal correctionnel de Saint-Pierre à un an d'inéligibilité et quatre mois de prison avec sursis pour complicité de prise illégale d'intérêt et achat de voix dans l'affaire Badamia : ce dernier, candidat aux élections municipales de 2008 pour la liste PS, auraient conclu un pacte avec Claude Hoarau entre les deux tours, afin de permettre à celui-ci de remporter le scrutin. En échange du soutien de Krishna Badamia, Claude Hoarau s'engageait, en cas de victoire, à embaucher des proches du docteur. À cette condamnation s'ajoutent deux autres années d'inéligibilité et un an de prison pour une affaire des écoutes téléphoniques illégales aux dépens de Sabrina Étang Salé, une militante proche de Cyrille Hamilcaro.
Les 7 et 8 février 2012, il est à l'origine de plusieurs manifestations contre la venue de Marine Le Pen à Saint-Louis. Cette dernière lui reproche le principe qu'elle juge « anti-démocratique ».
Il ne parvient pas à se faire réélire maire lors des élections municipales de 2020, sa liste ne recueillant que 31,5 % face à Juliana M'Doihoma et Cyrille Hamicaro.